# Rafetus
Rafetus (лат.) — род черепах семейства Трёхкоготные черепахи (Trionychidae). Ранее включался в род Trionyx. Самые крупные речные черепахи мира.
Род включает 2 вида:
- Rafetus euphraticus — евфратский трионикс[2]
- Rafetus swinhoei (Rafetus leloii)

Первый вид обитает в реках Тигр и Евфрат на территории Турции, Сирии, Ирака и Ирана. Длина до 70 см.
Второй вид, обитающий в Китае и Вьетнаме, очень редок, ему угрожает вымирание, так как осталось всего несколько особей. Длина до 100 см, средний вес до 70—100 кг, а у вьетнамской Хоанкьем (Ким Куи) — до 200 кг. Эту черепаху вьетнамские зоологи выделяют в отдельный вид R. leloii или R. vietnamensis, однако большинство считают её младшим синонимом R. swinhoei. Особи, жившие в озере Хоанкьем, почитаются легендарными персонажами.

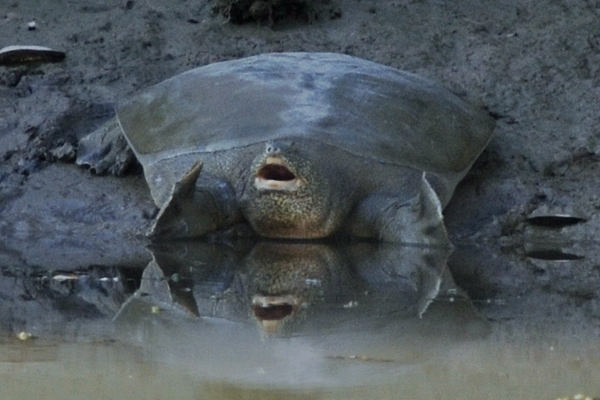
Rafetus euphraticus